# Pirkkoaivi
Pirkkoaivi är ett berg i Finland. Det ligger i Utsjoki kommun i landskapet Lappland, i den norra delen av landet, 1 100 km norr om huvudstaden Helsingfors. Toppen på Pirkkoaivi är 483 meter över havet. Pirkkoaivi ingår i Paistunturit.
Terrängen runt Pirkkoaivi är platt åt sydost, men åt nordväst är den kuperad.  Trakten runt Pirkkoaivi är nära nog obefolkad, med mindre än två invånare per kvadratkilometer. Närmaste större samhälle är Utsjoki by, 17,7 km öster om Pirkkoaivi. Omgivningarna runt Pirkkoaivi är i huvudsak ett öppet busklandskap.